# Törpe susulyka
A törpe susulyka (Inocybe petiginosa) a susulykafélék családjába tartozó, Eurázsiában és Észak-Amerikában honos, lomberdőkben élő, mérgező gombafaj.

## Megjelenése
A törpe susulyka kalapja 0,5-2 (3) cm széles, alakja fiatalon kúpos vagy harangszerű, majd domborúan kiterül, felszíne hullámos, egyenetlen lesz, néha közepén tompa púppal. Színe okkeres sárgásbarna vagy szürkésbarna, közepe sötétebb, olajbarna. Felszíne a szélénél finoman, fehéren filces, szürkén vagy feketésbarnán sávos, később kifakul. Peremén sokáig láthatók a fehéres burokmaradványok.
Húsa krémsárga, a tönkben narancssárga. Íze nem jellegzetes vagy fanyar, kesernyés; szaga kellemetlen, esetleg spermaszerű. 
Kissé ritkás lemezei szabadon állnak vagy a tönkkel éppen összenőttek. Színük fiatalon krémsárga, később szalma- vagy szürkéssárga; élük fehéren pihés.
Tönkje 10-30 mm magas és 1-3 mm vastag. Alakja hengeres, töve nem gumós. Felszíne teljes hosszában fehéren deres, később szürkés, vagy vörösbarna, alját fehér sörték borítják.
Spórapora barna. Spórája szabálytalan, felszínén dudoros, mérete 5,8-9,3 x 4,5-7 µm. 

### Hasonló fajok
A sötétlábú fakógomba, a pikkelyes susulyka, a körteszagú susulyka, a gyapjas susulyka, az orsóspórás susulyka, a szakállas pereszke hasonlíthat hozzá.  

## Elterjedése és termőhelye
Európában és Észak-Amerikában honos. Magyarországon ritka.
Bükkösökben vagy tölgyesekben él. Az erősen korhadt avaron, nyirkos árokszéleken, néha korhadt fatörmelék között növeszti termőtesteit. Júliustól novemberig terem.

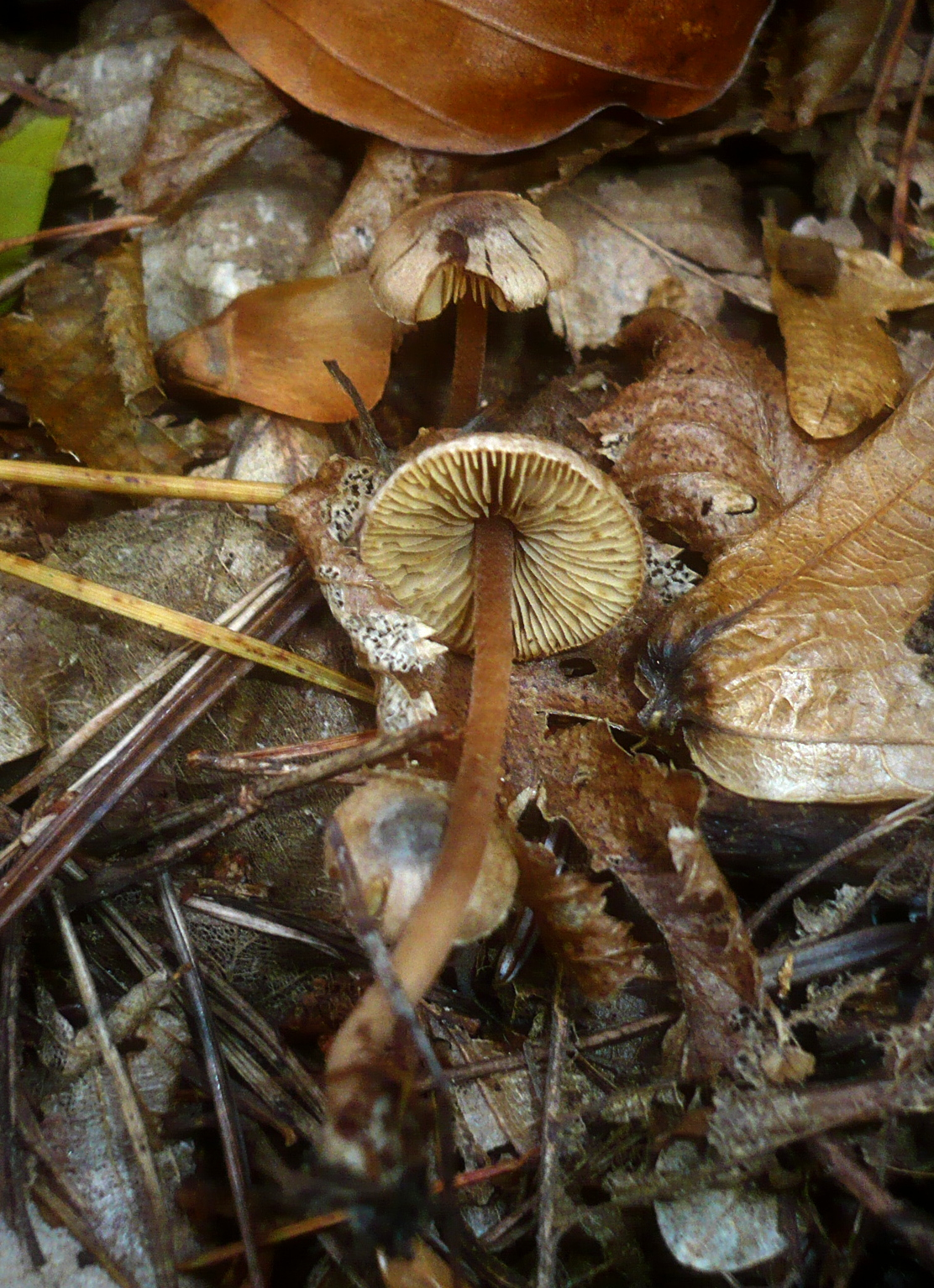
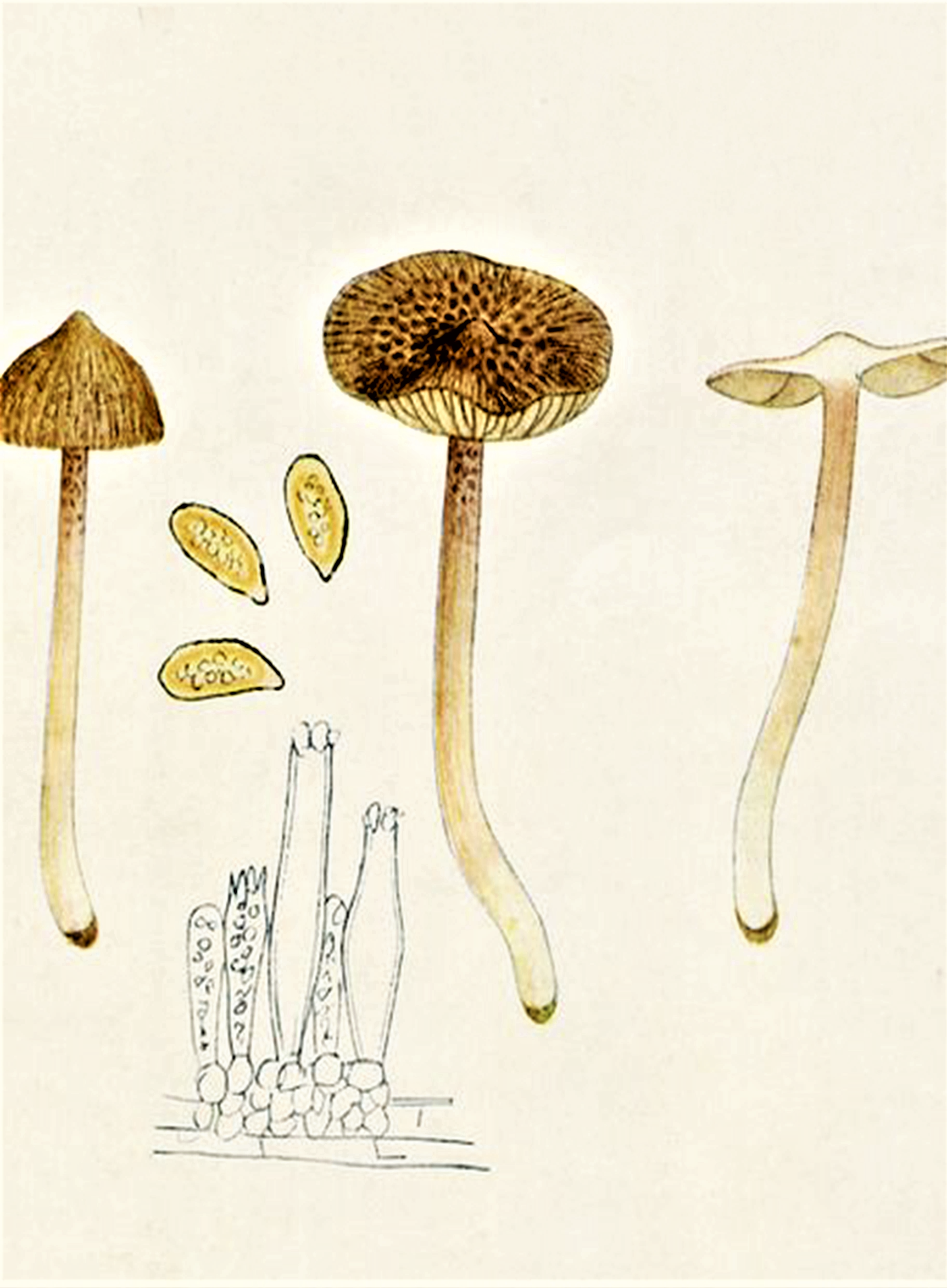

Mérgező, muszkarint tartalmaz.